# Balekoppa, Hosanagara
Balekoppa là một làng thuộc tehsil Hosanagara, huyện Shimoga, bang Karnataka, Ấn Độ.